# Desmacystis
Desmacystis is een monotypisch mosdiertjesgeslacht uit de familie van de Umbonulidae en de orde Cheilostomatida. De wetenschappelijke naam ervan werd in 1950 voor het eerst geldig gepubliceerd door Osburn.

## Soort
- Desmacystis sandalia (Robertson, 1900)